# Parti unifié des communistes haïtiens
Le Parti unifié des communistes haïtiens (PUCH) était un parti politique haïtien créé en 1969 et qui exista jusqu'à la chute du mur de Berlin en 1989 date à laquelle il se fondit dans le Mouvement pour la reconstruction nationale (MRN).

## Historique
En août 1965, après le démantèlement du Parti populaire de libération nationale (PPLN), les miltants et adhérents rescapés de la répression créèrent le Parti unité démocratique haïtien (PUDA), sous la direction de Thomas Charles. Le PUDA avait deux publications : Liberasyon et Demokrasi.
En 1968, le dirigeant du PUDA, Thomas Charles, est arrêté par la milice des Tontons macoutes du régime dictatorial de François Duvalier. En décembre de la même année, rapprochement entre les deux organisations marxistes le PUDA et le Parti d'entente populaire (PEP).
Début 1969, le PUDA fusionne avec le PEP pour donner naissance au Parti unifié des communistes haïtiens (PUCH). La même année, le PUCH participe au Congrès mondial des partis communistes à Moscou en ex-URSS.
Le PUCH publia la revue "Boukan".
René Théodore fut un des principaux dirigeants du PUCH avec Max Bourjolly, Hervé Denis et Gérard Pierre Charles. 
En 1987, René Théodore revint de son exil (Moscou puis Paris), après le départ du président Jean-Claude Duvalier. Gérard Pierre Charles revint également d'exil d'Amérique latine. Ils s'opposèrent politiquement à la tête du PUCH. Cette crise interne déboucha sur l'éviction de Gérard Pierre Charles de la direction du PUCH.
En 1989, avec la nouvelle politique de Glasnost et de la Perestroïka de Gorbatchev, et la désintégration du bloc communiste, le PUCH, en pleine tourmente interne, se fondit dans le Mouvement pour la reconstruction nationale (MNR). René Théodore fut également le responsable du MNR. 
De 1969 a 1986, un millier de membres du PUCH furent assassinés par la dictature duvalieriste.
En l'an 2000, des militants marxistes et communistes haïtiens de tendance maoïste fondent un Nouveau parti communisme haïtien.